# Maria Lawson
Maria Lawson (Londra, 24 maggio 1979) è una cantante britannica.

## Biografia
Maria Lawson ha partecipato alla seconda edizione della versione britannica di The X Factor, abbandonando il programma durante la quinta serata a seguito di una controversa eliminazione. Il suo album di debutto eponimo è stato pubblicato ad agosto 2006 ed ha raggiunto la 41ª posizione della Official Albums Chart. È stato promosso dal singolo Sleepwalking, arrivato alla numero 20 nel Regno Unito, alla 44 in Irlanda e alla 67 in Australia. Nel 2008 è uscita un'autobiografia della cantante, intitolata Life Starts Now. Da aprile 2009 a marzo 2010 è stata coinvolta nella produzione teatrale Thriller – Live al teatro del West End. Nel 2011 ha partecipato alla selezione per il rappresentante della Svizzera all'Eurovision Song Contest con il brano Champion, non classificandosi tuttavia per la finale.

## Discografia

### Album in studio
- 2006 – Maria Lawson (Sony BMG)
- 2014 - Emotional Rollercoaster (Universal)

### Singoli
- 2006 – Sleepwalking
- 2008 – Breaking Me Down
- 2011 - These Walls
- 2011 - Turn You Loose
- 2011 - In the Middle of the Night
- 2012 – Champion

Come artista ospite
- 2004 – Whatcha Gonna Do (Michael Gray feat. Maria Lawson)